# Яровизація
Яровизація — фізіологічна реакція рослин на охолодження, викликана адаптацією до сезонних змін помірного клімату. Для цвітіння і утворення насіння ці рослини мають бути піддані дії низьких плюсових температур (2-10 °C, залежно від виду і сорту рослин). Вона властива деяким дворічним і багаторічним рослинам, зокрема, злакам (жито, пшениця та ін.), коренеплодам (буряк, морква), а також плодовим деревам (наприклад, яблуням).
ЯРОВИЗАЦІЄЮ називається також ґрунтований на цьому явищі агротехнічний прийом контрольованого охолодження насіння перед посівом, що дозволяє скоротити терміни вегетації рослин, і в окремих випадках забезпечити їх визрівання в холоднішому кліматі.
Рослини, які потребують яровизації, називають озимими, а ті, які розвиваються без неї — ярими.
Озимі види без яровизації не зацвітають (якісна реакція); у деяких при дії низьких температур лише вкорочується час переходу до цвітіння (кількісна реакція). У рослин із кількісною реакцією яровизація може відбуватися в накільченому насінні. Рослини з якісною реакцією повинні досягнути певних розмірів (певного етапу розвитку) до її початку.
Яровизація звичайно продовжується 1-3 місяці. Найефективнішими є температури від 0 до +7 °С; для теплолюбних рослин — +10-12 °С.
Для деяких видів (жито, капуста) періодичне переривання низькотемпературної дії знижує або і нівелює (усуває) ефект яровизації.
Необхідна умова яровизації — наявність клітин, що діляться. Цей процес протікає в зародку, або в апікальних меристемах стебла і молодого листя. Яровизаційні зміни передаються лише шляхом поділу клітин. Фізіолого-біохімічна суть яровизації до кінця не вивчена.
Після яровизації для більшості рослин необхідні довгоденні фотоперіоди. В інших рослин яровизація послаблює потребу у фотоперіодичній дії. Для деяких рослин безперервне освітлення сприяє переходові рослин від озимої поведінки до типово ярової.

## Історія використання яровизації
Т. Д. Лисенко широко впроваджував метод яровизації і вважається одним з його авторів. Після «розгрому лисенковщини» метод поступово використався все рідше та рідше, бо був дуже трудомістким і потребував точного дотримання температурних і технологічних умов.
| Листок дуба | Це незавершена стаття з ботаніки. Ви можете допомогти проєкту, виправивши або дописавши її. |